# One Piece : Le Baron Omatsuri et l'Île secrète
One Piece : Le Baron Omatsuri et l'Île secrète est un film d'animation japonais réalisé par Mamoru Hosoda, sorti en 2005.
C'est le sixième film de la franchise One Piece. Il est sorti dans les salles obscures japonaises le 5 mars 2005 où il reste six semaines dans le Top 10 du box-office, engrangeant ainsi 1 200 000 yens. Il est ensuite disponible en DVD le 21 juillet 2005.
En France, le film sort directement en DVD et Blu-ray le 17 octobre 2012, édité par Kazé.
Le film se démarque de tous les autres par son graphisme complètement différent, réalisé par Mamoru Hosoda (La Traversée du temps, Summer Wars, Les Enfants loups, Ame et Yuki).

## Synopsis
L'équipage du chapeau de paille reçoit une étrange invitation, les conviant sur l'île de la fête. Ils y font la connaissance du baron Omatsuri qui défie Luffy et ses amis à trois épreuves. Au cours des différents événements de plus en plus bizarres, l'équipage va se déchirer. Nami s’énerve contre Usopp et Sanji s'énerve contre Zoro. Ce sera au capitaine, aidé de personnages qu'il aura rencontrés sur l'île, d'éviter à ses compagnons une mort certaine...

## Dans la chronologie
Ce sixième film peut s'intégrer dans la chronologie de la série animée. Il semble se dérouler entre les arcs Davy Back Fight et Water 7.

## Distribution
À l'instar des épisodes de la série animée, le doublage français a été supervisé par Tōei animation. Les comédiens ont été dirigés par Philippe Roullier et Julie Basecqz. Les dialogues sont signés Anthony Panetto.
| Personnages       | Voix japonaises  | Voix françaises      |
| ----------------- | ---------------- | -------------------- |
| Monkey D. Luffy   | Mayumi Tanaka    | Stéphane Excoffier   |
| Zorro Roronoa     | Kazuya Nakai     | Patrick Noérie       |
| Sanji             | Hiroaki Hirata   | Olivier Cuvellier    |
| Nami              | Akemi Okamura    | Kelly Marot          |
| Usopp             | Kappei Yamaguchi | Jean-Pierre Denuit   |
| Nico Robin        | Yuriko Yamaguchi | Céline Melloul       |
| Tony Tony Chopper | Kazue Ikura      | Marie Van Renterghem |
| Keroji            | Takeshi Aono     |                      |
| Keroko            | Keiko Yamamoto   | Christine Pâris      |
| Keroshot          | Masaharu Satō    |                      |
| DJ                | Sosuke Ikematsu  | Adrien Solis         |
| Muchiguro         | Takeshi Kusao    | Mathieu Moreau       |
| Daisy             | Anzu Nagai       | Fanny Bloc           |
| Baron Omatsuri    | Akio Ōtsuka      | Antoine Nouel        |
| Brief             | Yoshito Yasuhara | Luc Boulad           |
| Père              |                  | Philippe Roullier    |
| Lily Carnation    | Misa Watanabe    | Fanny Bloc           |